# ヘーロルツバッハ
ヘーロルツバッハ (ドイツ語: Heroldsbach)は、ドイツ連邦共和国バイエルン州フォルヒハイム郡（オーバーフランケン行政管区）に属す町村（以下、本項では便宜上「町」と記述する）。

## 地理

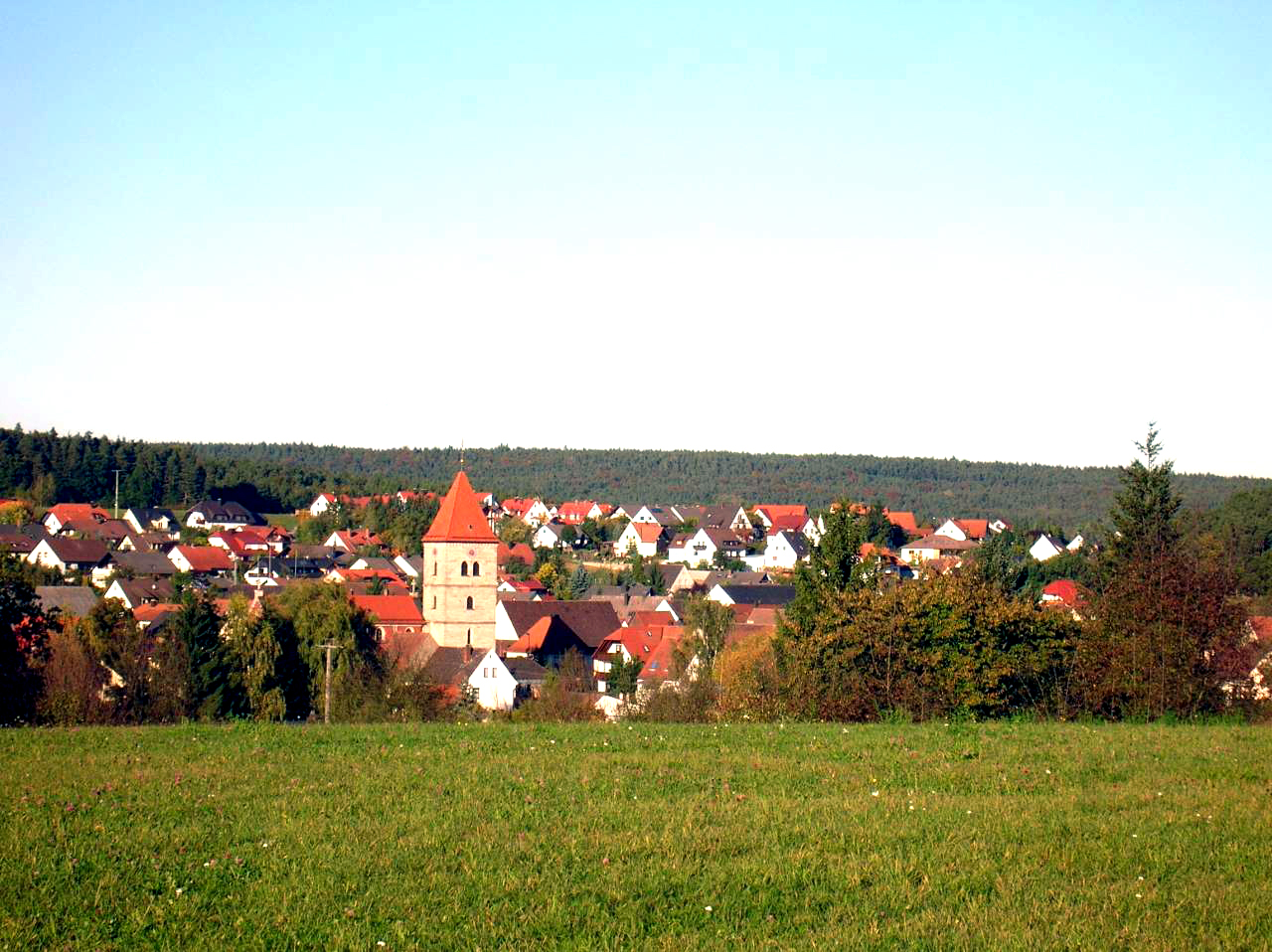
ヘーロルツバッハ

### 位置
この自治体は、フォルヒハイムの南西約6kmのヒルテンバッハ渓谷に位置する。

### 自治体の構成
この町は、公式には4つの集落からなる。
- ヘーロルツバッハ
- ツルン
- エスドルフ
- ポッペンドルフ

## 歴史
ヘーロルツバッハ集落は、 750年頃に創設されたフォルヒハイム王領に属した。1007年にヘーロルツバッハは、“Herigoldesbach” （ヘーリゴルトの小川）として初めて文献に登場する。この集落は、フォルヒハイム王領に属していたが、他の新しい入植地14カ所とともに、皇帝ハインリヒ2世によって、新たに創設されたバンベルク司教に「寄進」として譲渡された。
ツルン集落（1422年に初めて文献に登場する）が、貴族領ツルンとして創設された。18世紀の終わりに、倒壊寸前の状態にあった城館を改築し、バロック様式の2棟からなる城館が、広い池の中に造られた。現在の所有者である、ベンツェル＝シュツルムフェーダー＝ホーネック伯ハンフリートは、その城の庭園（約30万m²）を「ツルン城冒険パーク」という遊園地に改装した。

## 行政

### 議会
ヘーロルツバッハの議会は首長を含む17議席で構成される。

### 紋章
図柄: 赤地と金地に左右分割。向かって左は、金の獅子の頭部、口元に金の図案化されたユリの花。向かって右は黒いヤギの前半身。

## 引用
1. ↑  https://www.statistikdaten.bayern.de/genesis/online?operation=result&code=12411-003r&leerzeilen=false&language=de Genesis-Online-Datenbank des Bayerischen Landesamtes für Statistik Tabelle 12411-003r Fortschreibung des Bevölkerungsstandes: Gemeinden, Stichtag (Einwohnerzahlen auf Grundlage des Zensus 2011)
2. ↑  Bayerische Landesbibliothek Online